# Capritx (arquitectura)

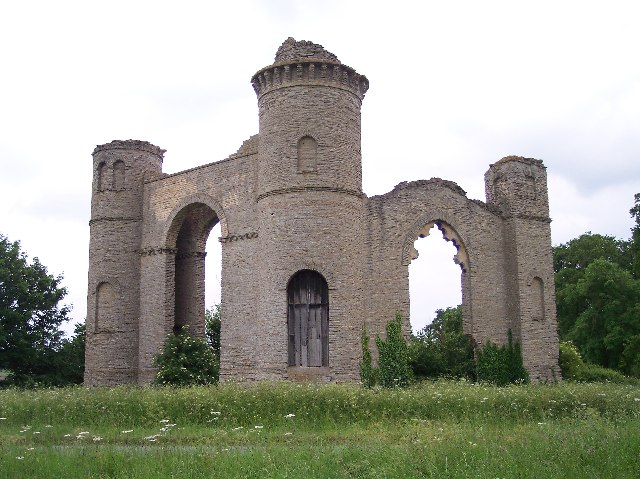
Ruina del «Castell de Dunstal» fictici, construïda el 1766 al jardí del castell de Croom Court, a Croom d'Abitot a Anglaterra

Un capritx és una construcció en un parc o jardí sense cap altra utilitat que la decoració i el plaer. Si té una funció, aquesta roman totalment subordinada. Van esdevenir molt de moda al disseny de jardineria des del segle xviii a l'arquitectura de jardí francesa i anglesa, el que explica que sovint s'utilitzen les paraules francesa folie i anglesa folly (en català: follia) com a sinònims de capritx; tot i que hi ha exemples més recents.
Per extensió, el mot també s'utilitza per a designar elements arquitecturals lúdics, per exemple a l'obra d'Antoni Gaudí, o més recent d'Oriol Bohigas, Òscar Tusquets, Ricard Bofill i molts altres, que repten el funcionalisme. Oposen «la utilitat dels espais inútils» a l'excés de racionalisme.

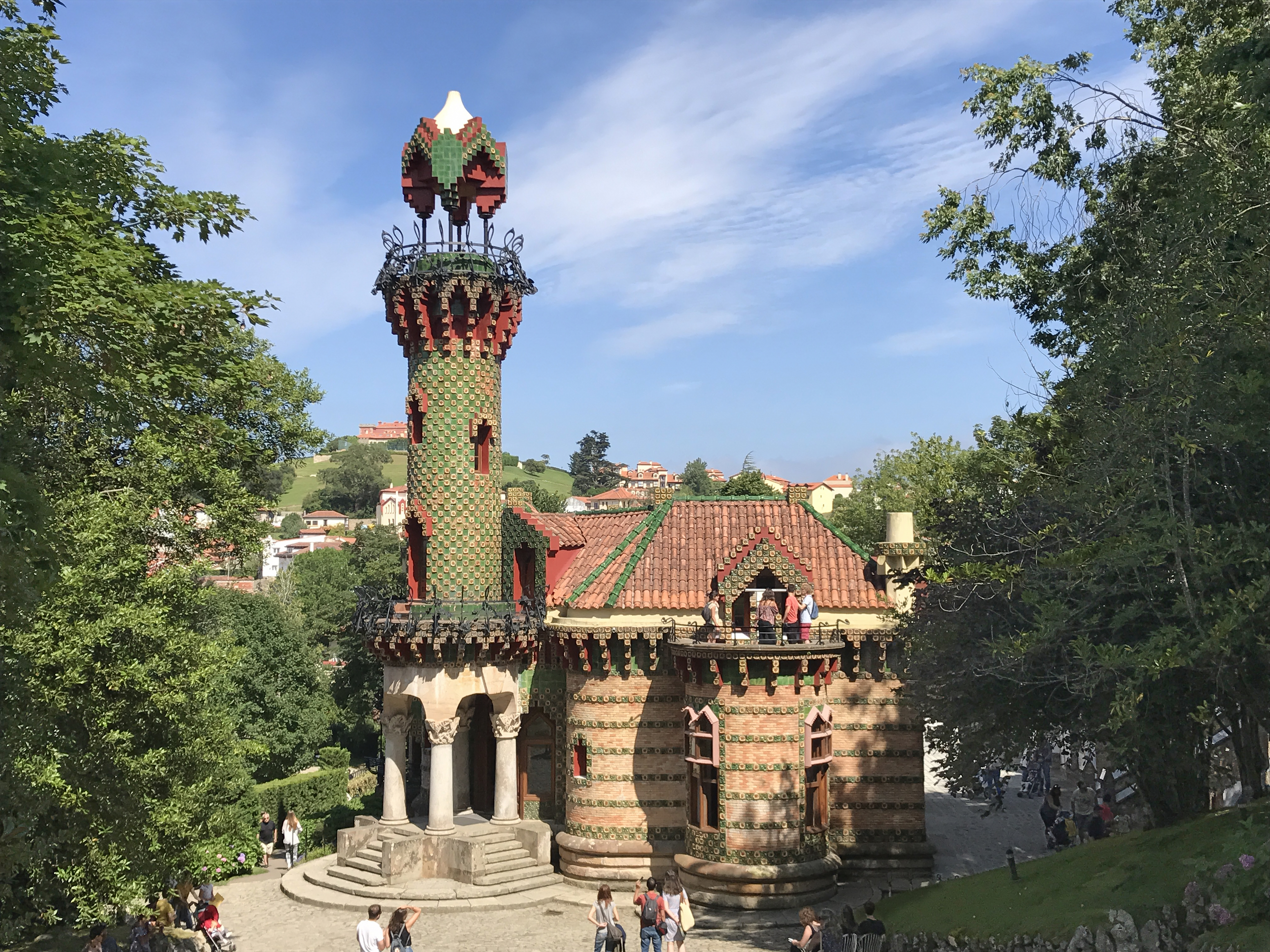
El "Capricho" de Gaudí.
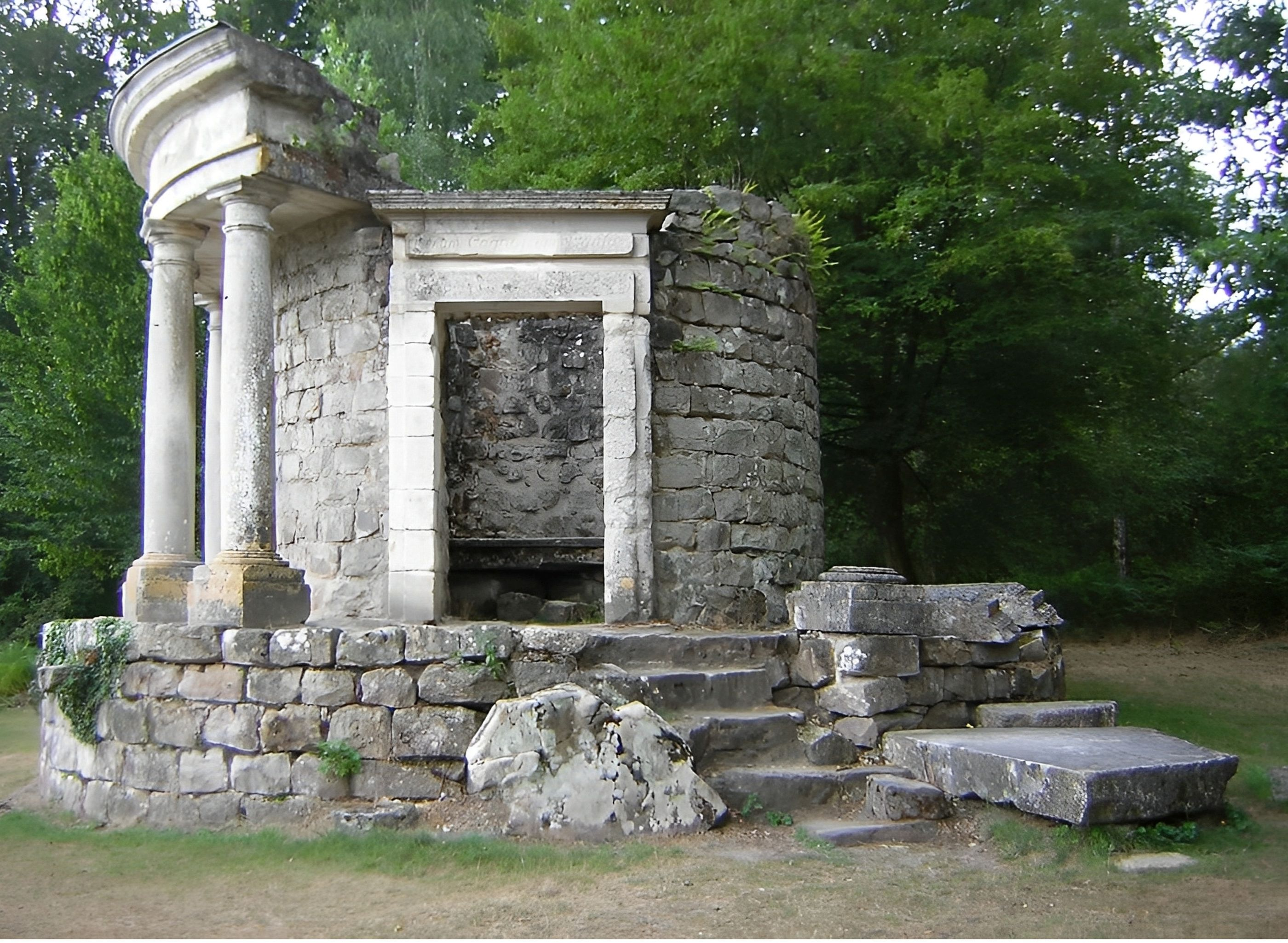
Falsa ruïna del Temple de la Filosofia (França).
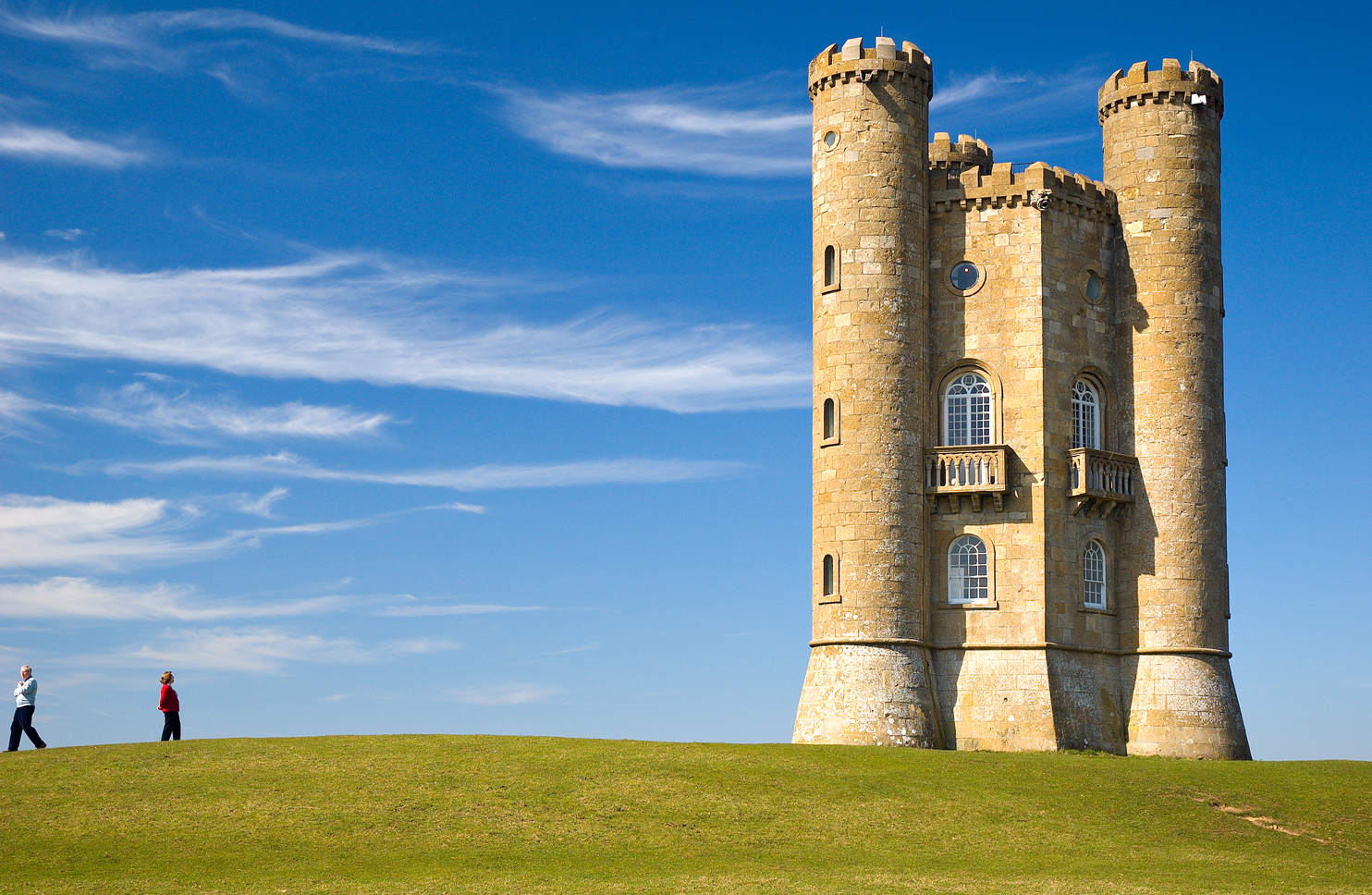
Torre de Broadway (Anglaterra).
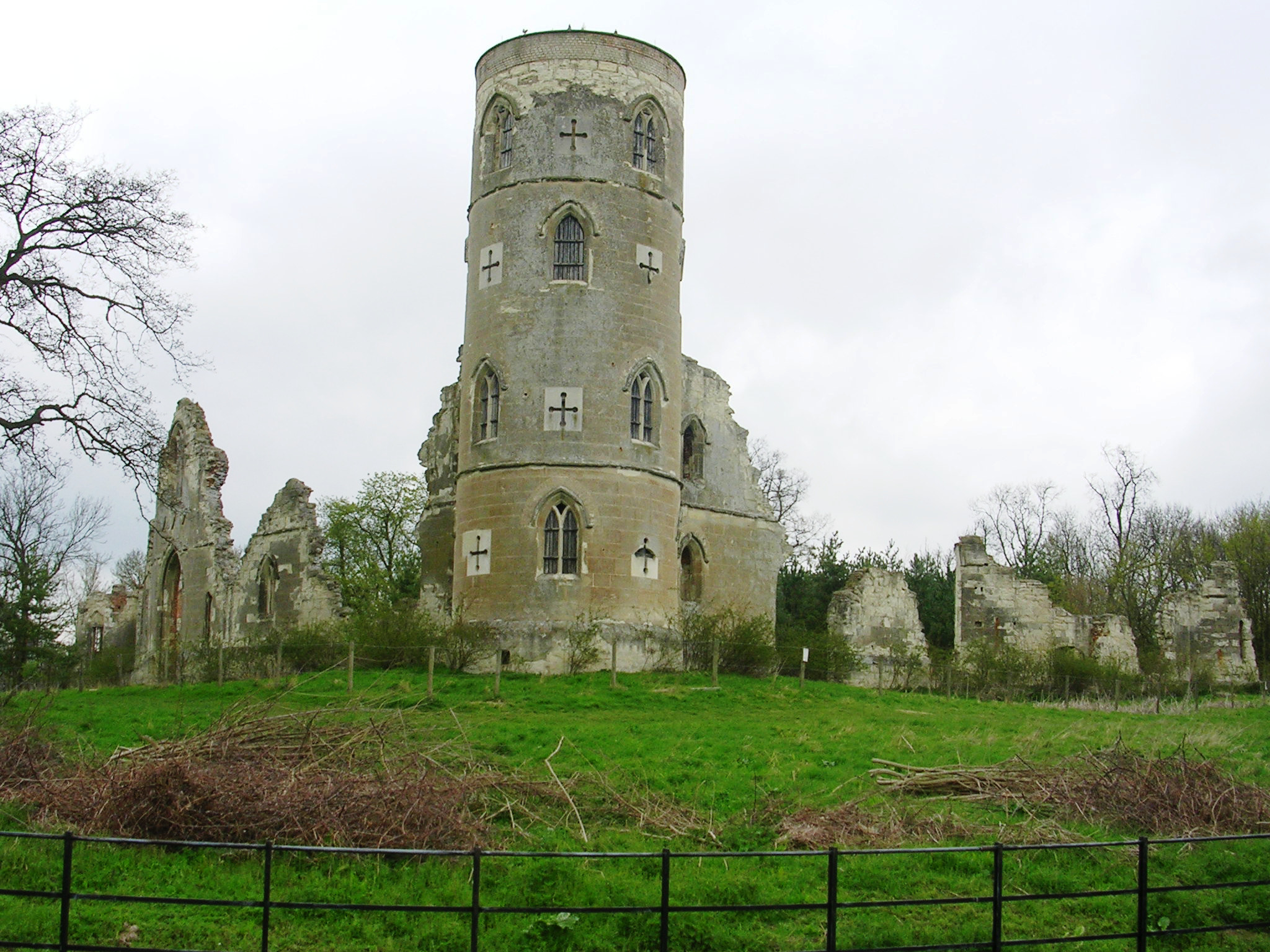
Falses ruïnes de Wimpole (Anglaterra).
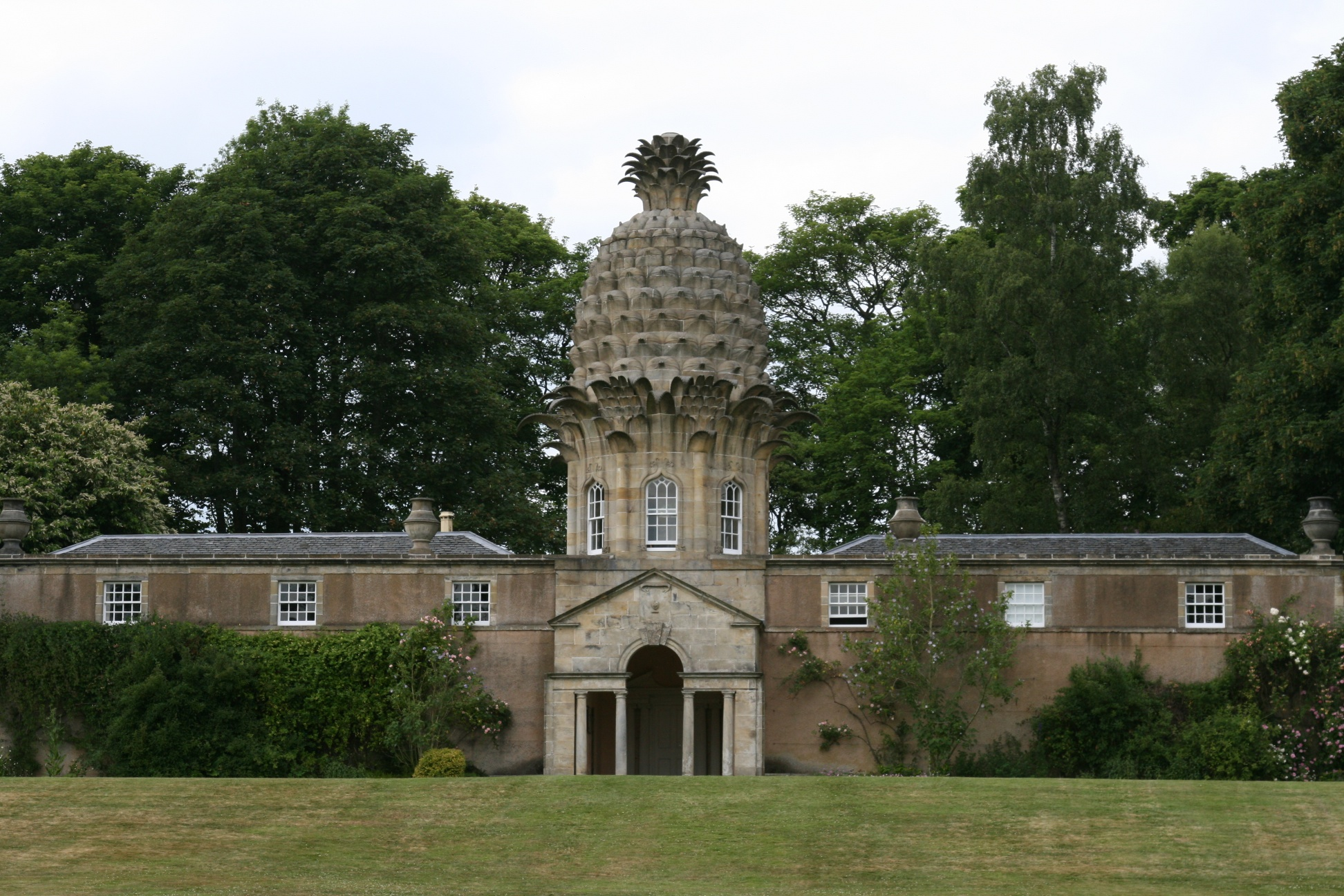
La pinya de Dunmore (Escòcia).